# Maramures (Teirstein)
Maramures is een compositie van de Amerikaan Andy Teirstein.
Teirstein is vooral leverancier van folkachtige klassieke muziek. In dat kader kreeg hij de financiën rond om een reis te maken door de Balkanlanden om onderzoek te doen naar de plaatselijke volksmuziek. Hij trad daarmee in de (verouderde) voetsporen van componisten als Béla Bartók. Hij ging voornamelijk op zoek naar volkszangers en bespelers van de volksviool; Teirstein is zelf fiddler. In 1994 nam hij meer dan 14 uur muziek in de regio op. Hij ontmoette er allerlei mensen, die in de volksmuziek hun beroep hadden, maar ook amateurmusici. Het meeste indruk maakte op hem een bezoek aan een dorpje langs de Mara, een rivier in Noord-Roemenië. Aldaar maakte hij kennis met meerdere volksmuzikanten. Muziek, die hij aldaar en in de omgeving hoorde verwerkte hij in zijn latere altvioolconcert, vandaar de titel vernoemd naar de streek. Bartók verstopte de volksmuziek in de klassieke muziek; bij Teirstein lag de volksmuziek boven de klassieke muziek; in het concert wordt de altviool soms als een volksmuziekinstrument gespeeld. In deel 2 klinkt Joodse muziek uit de streek.
Het stuk is opgedragen aan Jacob Glick en Zoya Teirstein. Glick was een muziekleraar van Teirstein en tevens violist; hij gaf de eerste uitvoering van het werk met het Sage City Symphony; het plaatselijk orkest van Bellington (Vermont); datum onbekend. Zoya Teirstein is de dochter van de componist.

## Delen
1. Allegro
2. Lento
3. Presto

## Orkestratie
- 1 piccolo, 2 dwarsfluiten, 2 hobo's, 1 althobo, 1 esklarinet, 2 klarineten, 1 basklarinet, 2 fagotten, 1 contrafagot
- 4 hoorns, 3 trompetten, 3 trombones, 1 tuba
- pauken, percussie, marimba, harpen, piano, celesta
- violen, altviolen, celli, contrabassen

## Discografie
- Uitgave MMC; Karen Dreyfuss; Radiosymfonieorkest van Tsjechië o.l.v. Vlasimir Valek (deel 1)
- Uitgave Naxos: Danielle Farina, Philharmonisch Orkest van Kiev o.l.v. Robert Ian Winstin